# Rondier intervenant
Un rondier intervenant est un agent de sécurité dont le travail principal consiste à effectuer des rondes de surveillance en véhicule pour assurer la prévention des malveillances et des risques facilement détectables tels que l’incendie ou l’intrusion. Son travail consiste également à intervenir pour effectuer une levée de doute dans le cadre de missions de télésécurité, à détecter l’origine de l’alarme, à prévenir ou faire prévenir les services ou personnes concernées, à procéder aux actions de sauvegarde adaptées et assurer la continuité de la protection du site, à rendre compte de sa mission.